# Kazimierz Raszplewicz
Kazimierz Tomasz Raszplewicz pseud.: Tatar 2, Wichura 2 (ur. 13 listopada 1901 w Warszawie, zm. 18 stycznia 1977 w Tankerton (Wielka Brytania)) – oficer Wojska Polskiego II RP, Polskich Sił Zbrojnych i Armii Krajowej, major piechoty służby stałej, cichociemny.

## Życiorys
Chodził do szkoły powszechnej w Mogielnicy oraz do gimnazjum i miejskiej szkoły rzemieślniczej w Kijowie. Wrócił do Warszawy w 1919 roku i wstąpił 2 stycznia 1920 roku do 1 zapasowej kompanii saperów 1 pułku saperów Legionów. W latach 1925–1927 uczył się w szkole oficerskiej, po czym dostał przydział do 49 Huculskiego pułku strzelców na stanowisko dowódcy plutonu i później kompanii. W latach 1932–1936 służył w batalionie KOP „Dederkały” na stanowiskach dowódcy plutonu w kompanii odwodowej, dowódcy kompanii, dowódcy odwodu granicznego i adiutanta batalionu. Po 1936 roku dowodził 3 kompanią 60 pułku piechoty wielkopolskiej
We wrześniu 1939 roku walczył w tymże pułku. W październiku 1939 dostał się do niewoli radzieckiej w Stanisławowie i zesłany z rodziną w głąb ZSRR. Po podpisaniu układu Sikorski-Majski w październiku 1941 roku wstąpił do Armii Andersa, gdzie przydzielono mu stanowisko adiutanta Ośrodka Zapasowego 6 Lwowskiej Dywizji Piechoty. Następnie był:
- szefem oddziału III operacyjnego sztabu 10 Dywizji Piechoty (do kwietnia 1942 roku)
- oficerem operacyjnym 2 Brygady Strzelców Karpackich (od maja 1942 roku do listopada 1943 roku)
- dowódcą szkoły podoficerskiej
- dowódcą kompanii dowodzenia 4 Brygady Strzelców Karpackich[3] 3 Dywizji Strzelców Karpackich.

W styczniu 1944 roku został skierowany do Włoch, gdzie przeszedł przeszkolenie w dywersji i został zaprzysiężony 14 lutego 1944 roku. Zrzutu dokonano w nocy z 22 na 23 listopada 1944 roku w ramach operacji „Kazik 1” dowodzonej przez mjra naw. Eugeniusza Arciuszkiewicza (zrzut na placówkę odbiorczą „Wilga” 24 km na północny wschód od Nowego Targu, w pobliżu Mogielicy koło Szczawy). W oczekiwaniu na przydział pozostawał w dyspozycji 1 batalionu 1 pułku strzelców podhalańskich AK.
Po rozwiązaniu AK kontynuował działalność w NIE i w strukturach Delegatury Sił Zbrojnych na Kraj. W drugiej połowie 1945 roku, zagrożony aresztowaniem przez NKWD przedostał się do strefy amerykańskiej w Austrii i następnie do Włoch, gdzie zameldował się w dowództwie 2 Korpusu Polskiego, w którym służył do demobilizacji.
Osiedlił się w Wielkiej Brytanii, gdzie mieszkał do śmierci.

## Awanse
- podporucznik – ze starszeństwem z dniem 15 sierpnia 1927 roku
- porucznik – ze starszeństwem z dniem 15 sierpnia 1929 roku
- kapitan – ze starszeństwem z dniem 19 marca 1937 roku
- major – 23 listopada 1944 roku.

## Odznaczenia
- Krzyż Srebrny Orderu Virtuti Militari
- Krzyż Walecznych – czterokrotnie.

## Życie rodzinne
Był synem Walentego, pracownika fabryki Gerlach, i Apolonii z domu Riemer. Ożenił się z Władysławą Darczuk, z którą miał syna Zygmunta (ur. w 1937 roku). Władysława Raszplewicz zmarła ok. 1940 roku w ZSRR, syn został zabrany przez NKWD. Kazimierz Raszplewicz w 1952 roku ożenił się powtórnie z Doris M. Payne (1904–1967).
Nazwisko brata Kazimierza Raszplewicza, st. posterunkowego Stefana Raszplewicza znajduje się na Ukraińskiej Liście Katyńskiej. Nazwisko Władysławy Raszplewicz również znajduje się na tej liście, jednak nie wiadomo, czy chodzi o żonę Kazimierza.